# Bellor Minigwo Yator
Bellor Minigwo Yator (* 1984) ist ein kenianischer Marathonläufer, der zeitweise unter dem Namen Yaser Belal Mansour für Katar startete.
2005 wurde er jeweils Zweiter beim Halbmarathon des Paderborner Osterlaufs sowie bei den offenen ungarischen Marathonmeisterschaften und Dritter beim Graz-Marathon. Im Jahr darauf siegte er bei den offenen ungarischen Marathonmeisterschaften und stellte beim Baden-Marathon mit 2:12:32 einen Streckenrekord auf. 2007 wurde er Fünfter beim Tiberias-Marathon und steigerte sich als Sieger des Düsseldorf-Marathon auf 2:09:47. Im selben Jahr erwarb er die katarische Nationalität und nahm aus diesem Anlass den Namen Yaser Belal Mansour an.
2008 verteidigte er seinen Titel in Düsseldorf und kam beim Frankfurt-Marathon auf den elften Platz. Zum Jahresende nahm er wieder seine alte Staatsangehörigkeit und seinen alten Namen an.
Einem sechsten Platz beim Ljubljana-Marathon 2009 folgten 2010 ein fünfter Platz beim Barcelona-Marathon und siebter in Ljubljana.
2011 wurde er Vierter beim Hamburg-Marathon und Siebter beim Toronto Waterfront Marathon. Im folgenden Jahr wurde er Zwölfter beim Marrakesch-Marathon, stellte beim Luxemburg-Marathon mit 2:13:45 einen Streckenrekord auf und wurde Fünfter beim Košice-Marathon. 2013 wurde er Achter beim Hong Kong Marathon und siegte erneut in Luxemburg.

## Persönliche Bestzeiten
- Halbmarathon: 1:02:16 h, 26. März 2005, Paderborn
- Marathon: 2:08:39 h, 7. Oktober 2012, Košice